# Полутень

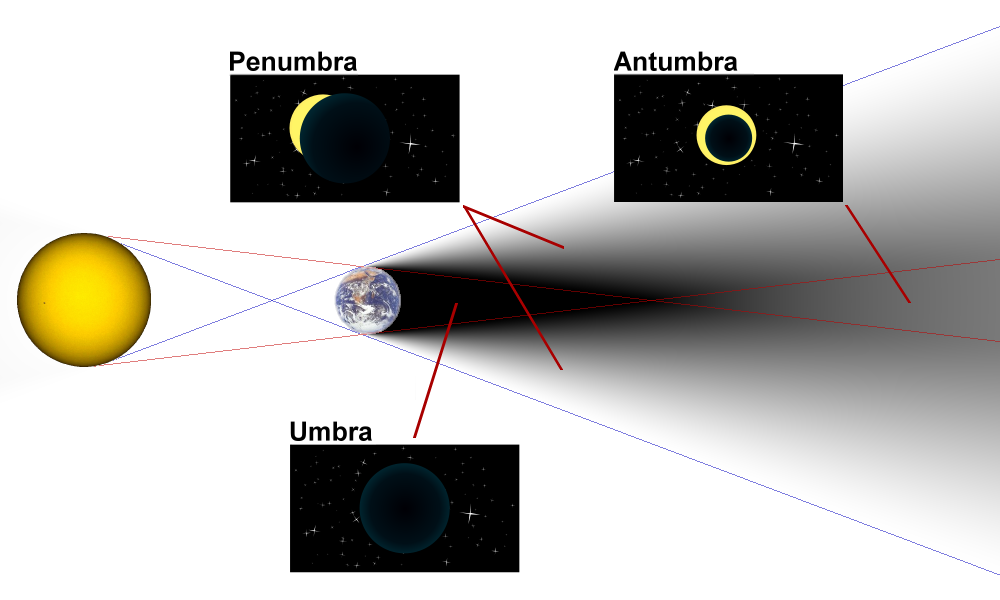
Элементы светотени. Область полутени обозначена как «Penumbra» и «Antumbra»

Полуте́нь — слабоосвещенное пространство между областями полной тени и полного света. В научном плане — область пространства, в которую свет попадает частично. В оптике рассматривается тот случай, когда полутень образуется за непрозрачным телом при освещении его источником света, размеры которого сравнимы как с размерами тела, так и с расстоянием между источником и телом. Полутень представляет собой периферию (внешнюю часть) затемненной области. В области полутени видна только часть источника света. Этим она отличается как от полной тени, в которой источник совсем не виден, и от полного света: на свету он виден полностью.
Полутень (внешнюю часть тени) от небесного тела, можно наблюдать, например, при частном затмении Солнца, когда точка наблюдения попадает в полутень, образованную Луной в потоке солнечного света.
В изобразительном искусстве, в частности в фотографии, под полутенью понимается не столько пространство, сколько участок поверхности тела как элемент светотени — слабая тень, градация светотени на поверхности предмета, занимающая промежуточное положение между светом и глубокой тенью. Полутень возникает в том случае, когда объект освещен несколькими источниками света, на поверхности, обращённой к источнику света под небольшим углом.
В обиходной речи полутенью может называться любая негустая (слабая, прозрачная, бледная) тень, возникающая при слабом освещении.